# Koszęcin (województwo śląskie)
Koszęcin (dawniej Kosięcin, śl. Kůoszyncin, niem. Koschentin) – wieś w Polsce, położona w powiecie lublinieckim w województwie śląskim. Siedziba gminy Koszęcin oraz nadleśnictwa Koszęcin. Historycznie leży na Górnym Śląsku. 

## Nazwa
Nazwę miejscowości w formie Kosęcin w książce „Krótki rys jeografii Szląska dla nauki początkowej” wydanej w Głogówku w 1847 wymienił śląski pisarz Józef Lompa.

## Integralne części wsi
| SIMC    | Nazwa    | Rodzaj    |
| ------- | -------- | --------- |
| 1002870 | Grabie   | część wsi |
| 0135467 | Lipowiec | część wsi |

## Herb

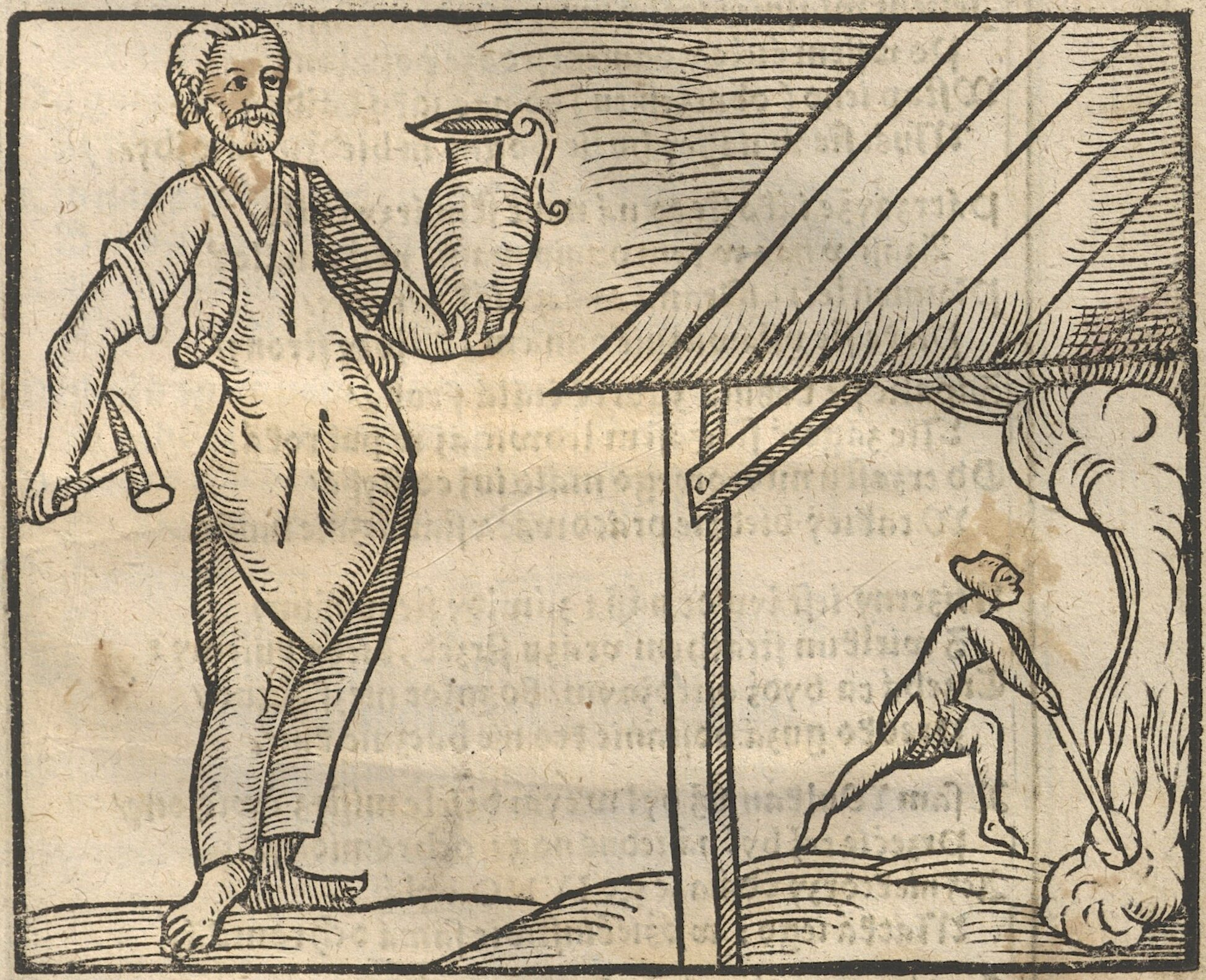
Walenty Roździeński na tle XVII wiecznej huty – drzeworyt z dzieła Officina ferraria użyty w herbie miejscowości

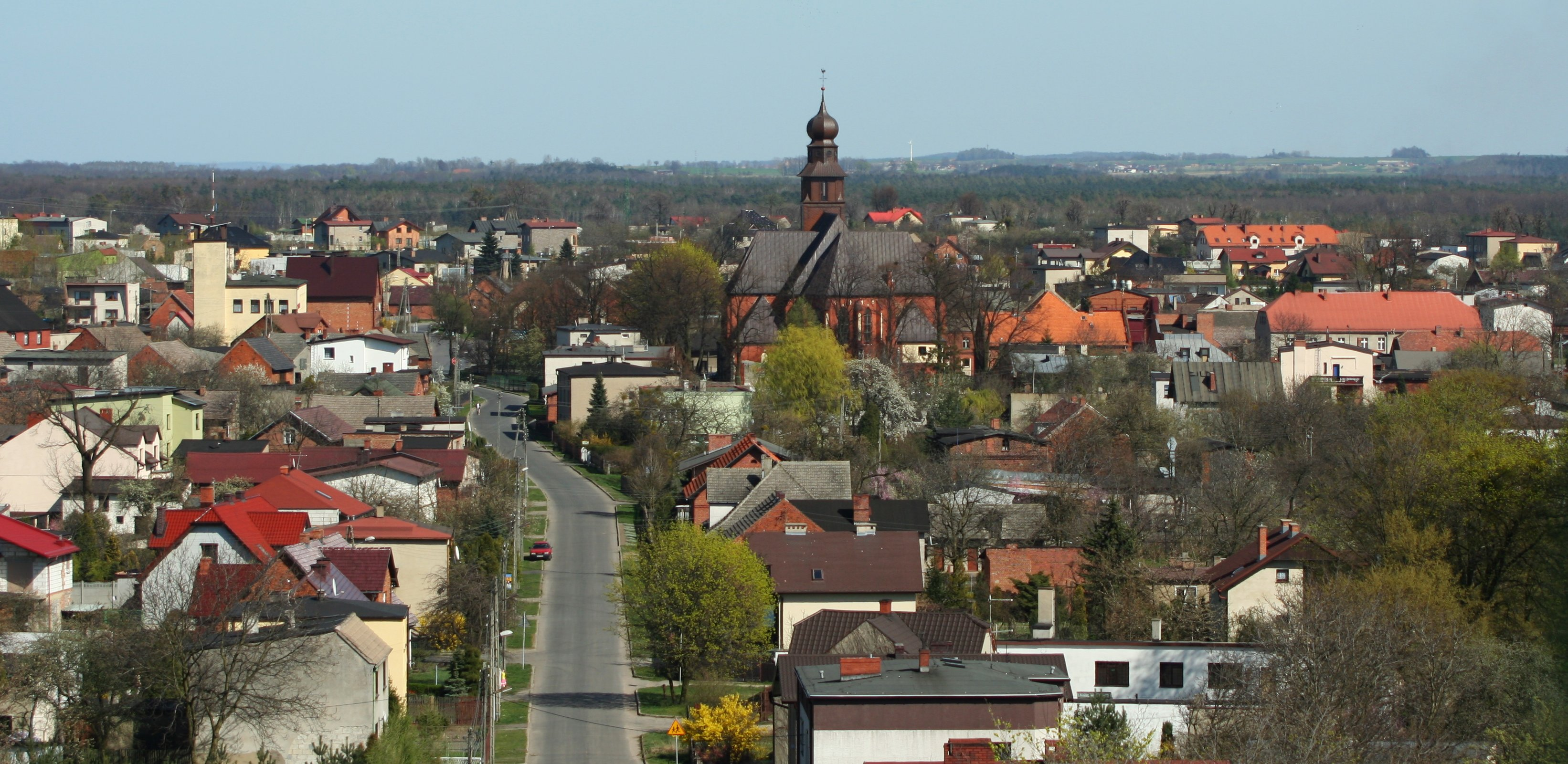
Panorama z wieży widokowej

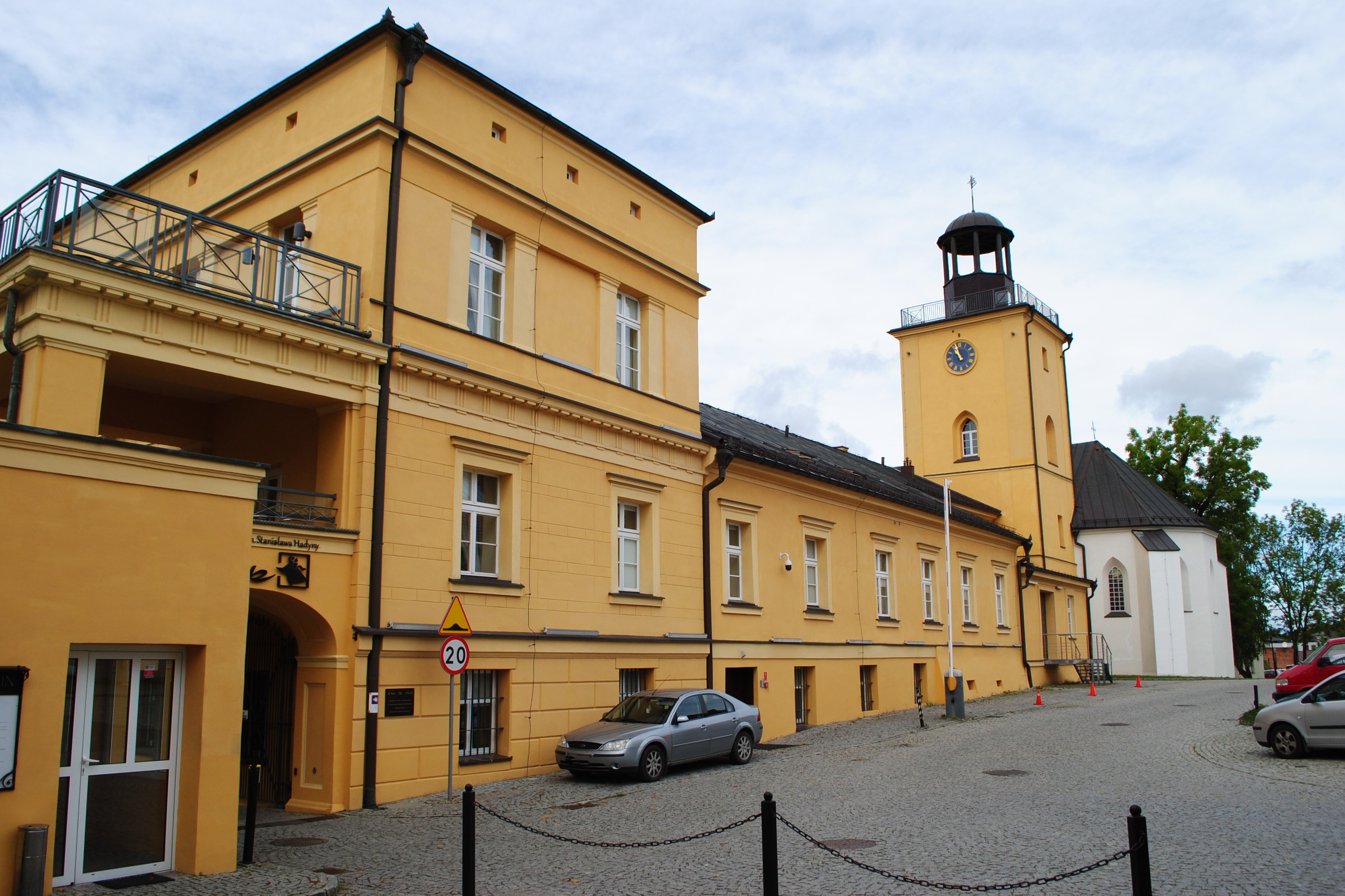
Pałac w Koszęcinie (2024)

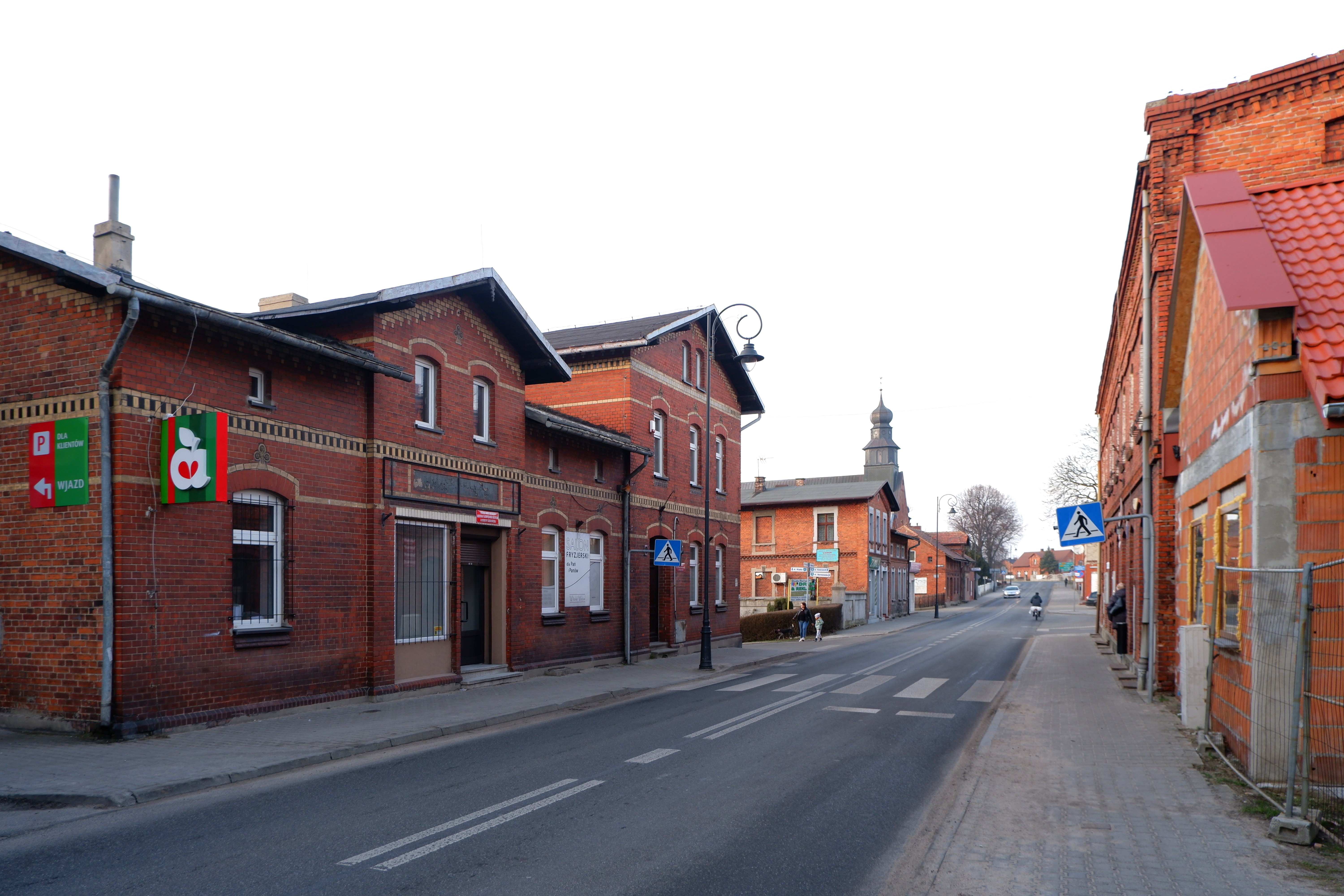
Ceglana architektura przy ulicy Powstańców Śląskich

W herbie miejscowości przedstawiony jest drzeworyt z barokowego poematu o górnictwie i hutnictwie pt. „Officina ferraria, który napisał w 1612 roku w języku polskim zarządca kopalń i hut na Śląsku Walenty Roździeński.

## Historia
Pierwsze zapiski o Koszęcinie pochodzą z 1277 roku i dotyczą opisu dziesięciny ze wsi Koszęcin, nadanej przez biskupa krakowskiego Pawła z Przemankowa na rzecz kościoła w Kamieniu Śląskim.
Określenie chociażby przybliżonej daty zaistnienia zorganizowanego osadnictwa w tym miejscu, którą można by uznać za początek istnienia Koszęcina, czy pochodzenia jego nazwy – wydaje się dziś bardzo trudne lub wręcz niemożliwe do ustalenia. Według przekazów ludowych Koszęcin był osadą już w dawnych czasach przedchrześcijańskich. Jedna z legend utożsamia nazwę z ówczesnym panem tych ziem – księciem Gosławem Koszewskim.
Inna natomiast sugeruje związek nazwy z wyplataniem koszy z wikliny, którym to rzemiosłem trudnili się powszechnie pradawni mieszkańcy, z uwagi na położenie miejscowości wśród borów i trzęsawisk.
Od końca XVIII w. wieś posiadała pieczęć gminną, na której wizerunku przedstawiono piłę z kabłąkiem.
Pierwsze badania archeologiczne prowadzono w miejscowości w latach 1928 i 1933 przez Konrada Jażdżewskiego i Józefa Kostrzewskiego. Odnaleziono wówczas w pobliskich miejscowościach ślady ludzkiej działalności z młodszej epoki kamiennej – neolitu (4500–1700 lat p.n.e.) kojarzone z tzw. kulturą pucharów lejkowatych (Piłka i Piasek) czy kulturą tardenoaską (Kalety).
Na początku XX wieku w Koszęcinie działały liczne polskie organizacje m.in. od 1919 roku działała tu komórka Polskiej Organizacji Wojskowej Górnego Śląska pod dowództwem Mariana Gniatyczyńskiego, od stycznia 1920 roku 50 osobowe gniazdo śląskiej dzielnicy Polskiego Towarzystwa Gimnastycznego „Sokół” kierowane przez Pawła Krausa i Ryszarda Ulfika, Związek Towarzystw Polek, oraz Towarzystwo Oświaty na Śląsku im. św. Jacka. Miejscowość objęły walki w czasie powstań śląskich. W plebiscycie na Górnym Śląsku przeprowadzonym 20 marca 1921 roku w Koszęcinie większość osób głosowała za pozostaniem w granicach Niemiec. Za Niemcami oddano 888 głosów (68%), za Polską zaś 417 głosów (32%). Ostatecznie jednak miejscowość włączono do Polski.
Znani są właściciele Koszęcina począwszy od czasów Piastów opolskich, aż do ostatniego, którym był książę Karl Gottfried zu Hohenlohe Ingelfingen. W styczniu 1945 w obawie przed nacierającymi wojskami radzieckimi, ostatni Hohenlohe opuścił Koszęcin, przenosząc się do Kraubath an der Mur w Austrii (Land Styria), zmarł bezpotomnie w 11 lipca 1960 w szpitalu w Grazu.
W miejscowości urodził się i tutaj został pochowany prof. Jerzy Pietrucha (1931–1995), ekonomista i działacz harcerski, represjonowany w okresie stalinowskim.
1 września 1939 żołnierze Freikorpsu po zajęciu miejscowości zamordowali 7 osób.
W latach 1954–1957 wieś należała i była siedzibą władz gromady Koszęcin, którą przekształcono na osiedle. Reforma administracji 1973 r. zniosła osiedla, Koszęcin został siedzibą gminy. Od czasów powojennych Koszęcin przynależał do województwa katowickiego, a w latach 1975–1998 do województwa częstochowskiego. Od stycznia 1999 administracyjnie należy do województwa śląskiego.
W latach 90. XX wieku samorząd Koszęcina czynił starania o uzyskanie praw miejskich. Jednym z efektów było utworzenie w centrum miejscowości ryneczku.
Miejscowość liczy ok. 4500 mieszkańców. Koszęcinie działa klub sportowy – „LKS Śląsk Koszęcin”. W miejscowym Domu Kultury działa od października 2010 obserwatorium astronomiczne, dysponujące teleskopem Schmidta-Cassegraina.
Na terenie Koszęcina działa organizacja Mniejszości Niemieckiej DFK Koszęcin, skupiająca osoby z pochodzeniem niemieckim.

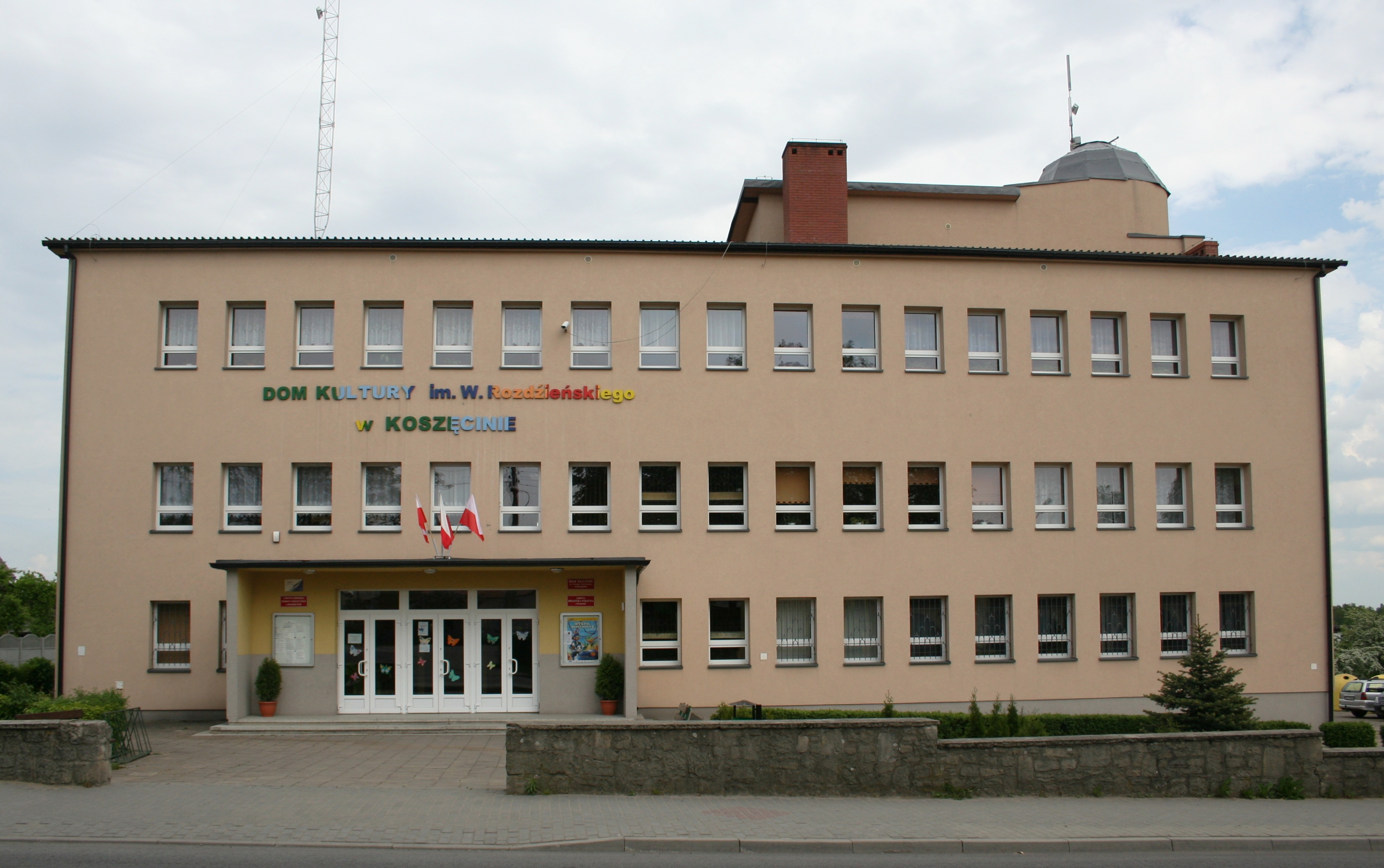
Budynek Domu Kultury

## Położenie geograficzne

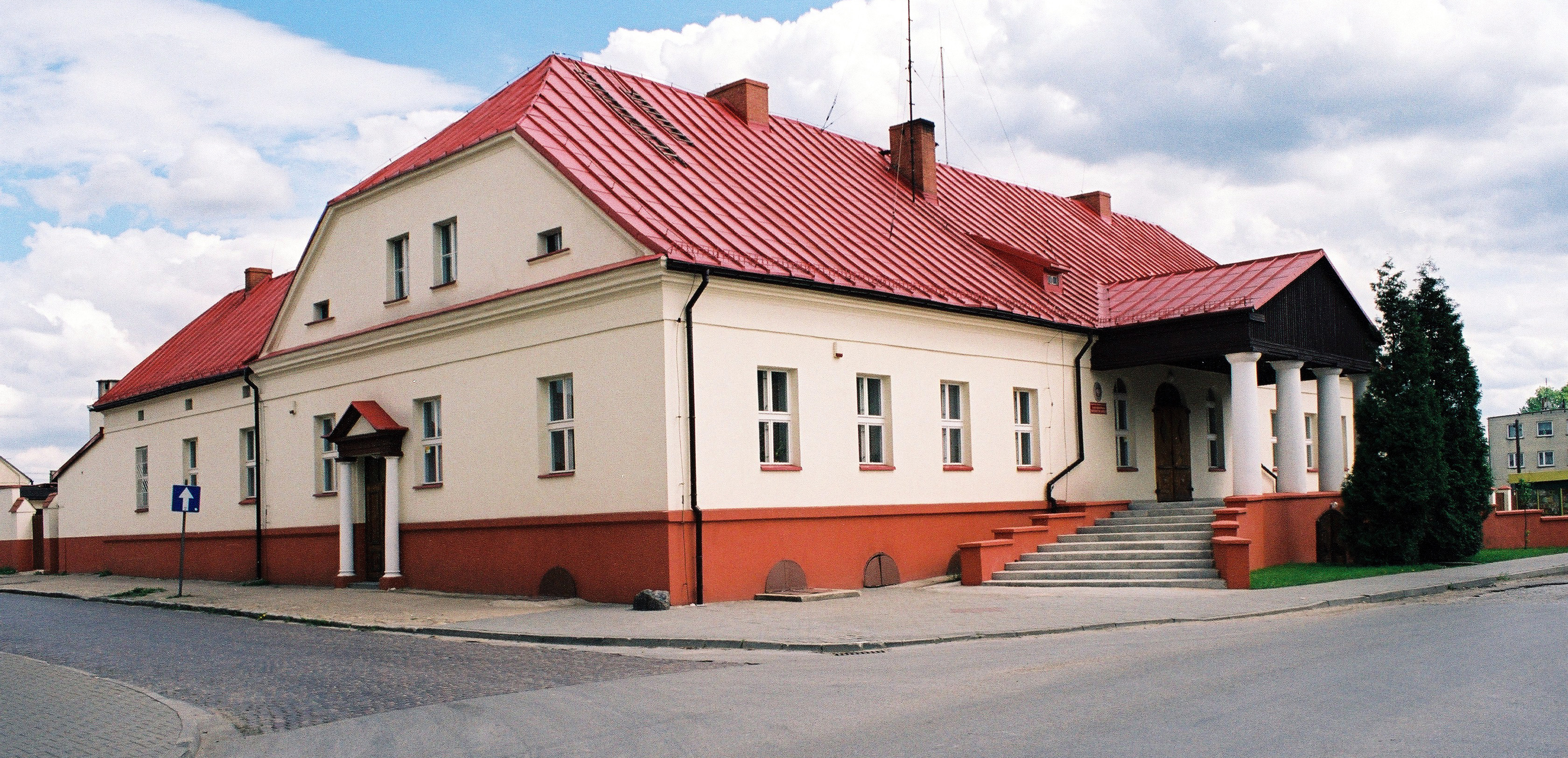
Budynek Nadleśnictwa Koszęcin

Koszęcin położony jest w Ziemi lublinieckiej, w północno-zachodniej części Progu Woźnickiego na Wyżynie Śląsko-Krakowskiej, nad rzeką Leśnicą, dopływem Małej Panwi. Jest to zarazem teren Śląska Białego w północnej części Górnego Śląska.
Na terenie miejscowości znajduje się siedziba Nadleśnictwa Koszęcin. W części południowo-wschodniej mieści się basen oraz tor kajakowy na rzece Leśnicy.

## Pałac koszęciński
W pobliżu centrum miejscowości znajduje się klasycystyczny zespół pałacowo – parkowy, będący obecnie siedzibą Zespołu Pieśni i Tańca „Śląsk” im. Stanisława Hadyny. Pałac, stanowiący trzon zespołu, wybudowany został w XVII wieku, przebudowany w obecną formę w latach 1829–1830. Od 1804 roku funkcjonował jako rezydencja jednej z linii rodu Hohenlohe i był jej własnością do roku 1945. W XIX wieku i na początku XX wieku mieszkający tu książęta z tego rodu byli właścicielami Koszęcina, Boronowa i Tworoga. Wokół pałacu znajduje się park z kilkunastoma okazami chronionej fauny i flory. Przy pałacu znajduje się również cmentarz ewangelicki, a nieopodal wybudowana w 2006 roku wieża widokowa.
Według podania król Jan III Sobieski miał zostawić w koszęcińskim pałacu swą Marysieńkę w czasie odsieczy wiedeńskiej.

## Wspólnoty wyznaniowe w Koszęcinie

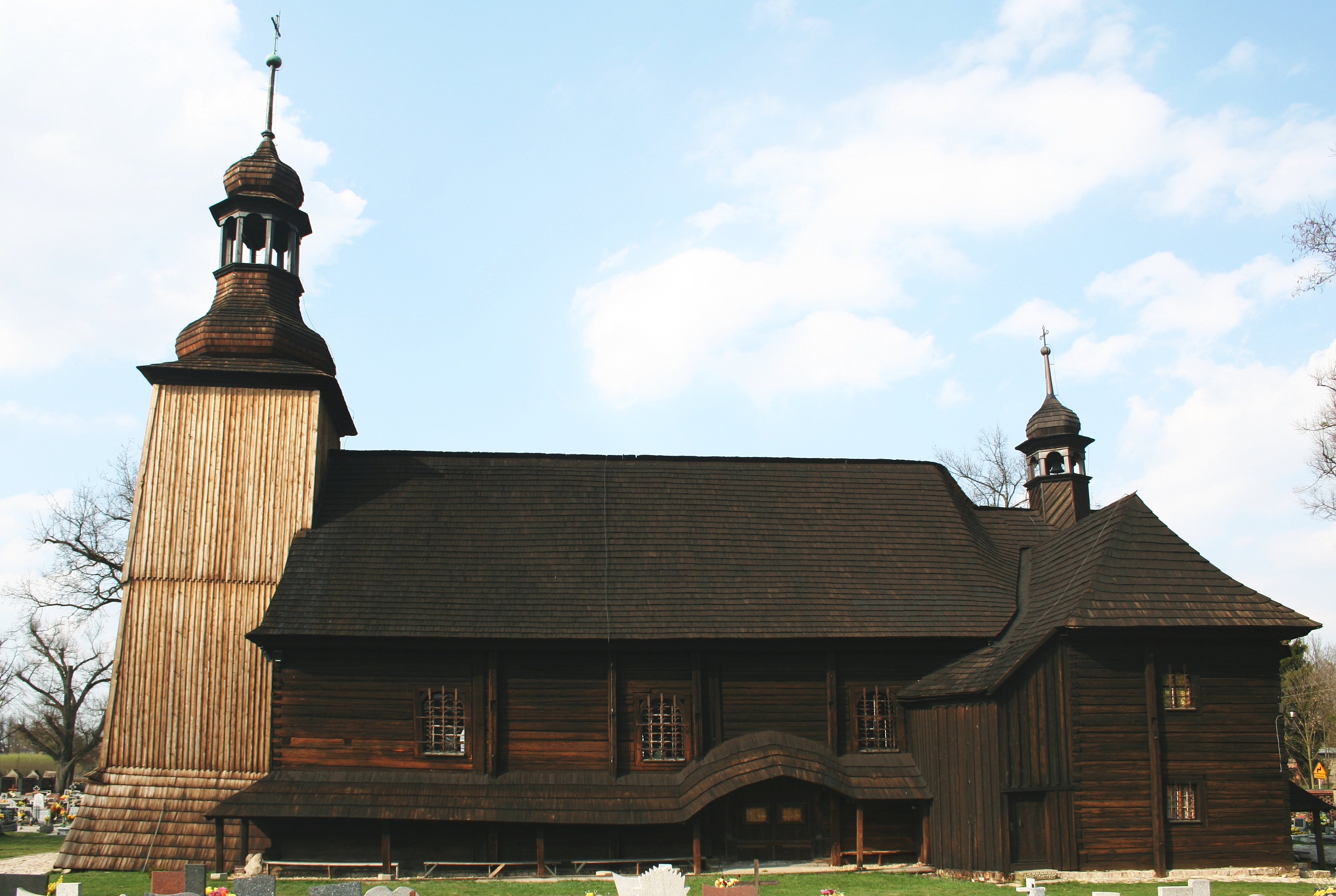
Kościół Świętej Trójcy z XVIII wieku

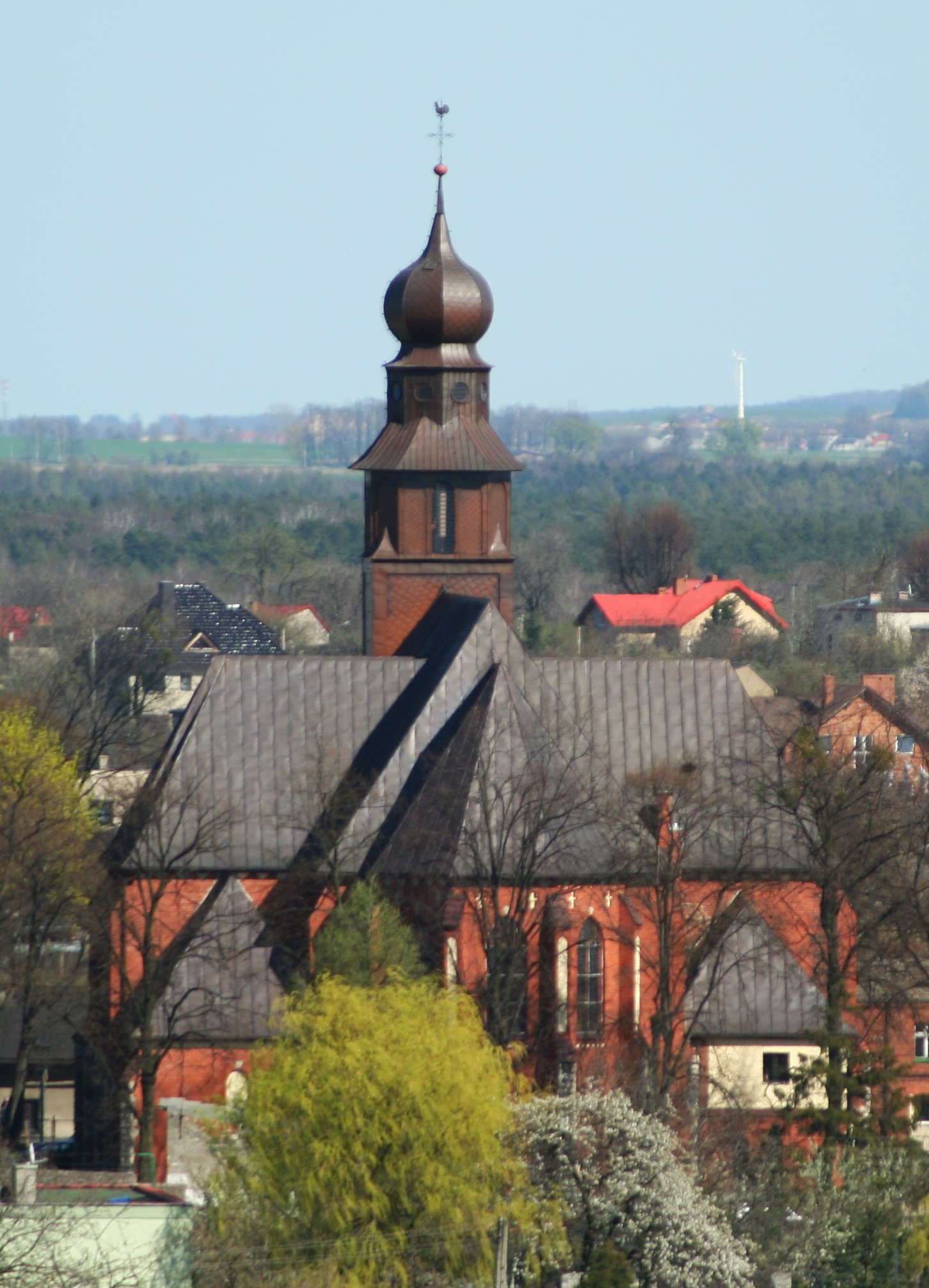
Kościół Najświętszego Serca Pana Jezusa w Koszęcinie

### Kościół rzymskokatolicki
Mieszkańcy miejscowości przynależą do dwóch parafii, wchodzących w skład dekanatu woźnickiego i podległych biskupowi gliwickiemu. W południowej części miejscowości znajduje się zabytkowy kościół drewniany z 1724 roku pod wezwaniem Świętej Trójcy. Leży on na szlaku architektury drewnianej województwa śląskiego. W części północnej zaś znajduje się zbudowany w 1908 roku kościół Najświętszego Serca Pana Jezusa w Koszęcinie. Pierwszym miejscem, w którym mogli spotykać się katolicy w Koszęcinie, była kaplica przy zamku w Koszęcinie, wybudowana w 1609 roku przez Andrzeja Kochcickiego. Z kaplicy korzystali katolicy, mimo że właścicielami zamku byli protestanci. Po poświęceniu przez biskupa wrocławskiego w 1647 roku, wybudowanej wcześniej kaplicy zamkowej, Koszęcin stał się filią sadowskiej parafii, a w drugiej połowie XIX wieku kuracją. Od tego czasu obecni tu byli – czasem z kilkuletnimi przerwami – kapelani zamkowi, którym podlegały także dwie świątynie drewnianej architektury sakralnej: kościół Świętej Trójcy w Koszęcinie, wybudowany w pierwszej połowie XVIII wieku i kościół Św. Jana Chrzciciela w Bruśku. Mimo posiadania dwóch sakralnych budowli Koszęcin nie miał własnej parafii. Wraz z otaczającymi go miejscowościami należał do parafii Św. Józefa w Sadowiu. Od połowy XIX wieku mieszkańcy Koszęcina czynili starania o utworzenie samodzielnej parafii. 27 lutego 1869 roku biskup wrocławski utworzył w Koszęcinie samodzielną parafię. Do utworzonej parafii przyłączono: Strzebiń, Łazy, Prądy, Brusiek, Drutarnię, Pustą Kuźnicę i wiele przysiółków. Kościołem parafialnym została kaplica zamkowa, a pierwszym proboszczem był Karol Diettrich.

#### Parafie
- Kościół Najświętszego Serca Pana Jezusa należący do parafii Najświętszego Serca Pana Jezusa
- Kościół Świętej Trójcy należący do parafii Trójcy Świętej

W 2023 r. przy ulicy Katowickiej, na terenie Bukowca w Strzebiniu, wzniesiona została rzymskokatolicka kaplica pw. św. Franciszka z Asyżu, należąca do Bractwa Kapłańskiego Świętego Piusa X. Uroczystego poświęcenia kaplicy oraz konsekracji ołtarza dokonał 25 lutego 2023 r. biskup Alfonso de Galarreta FSSPX. 

## Komunikacja

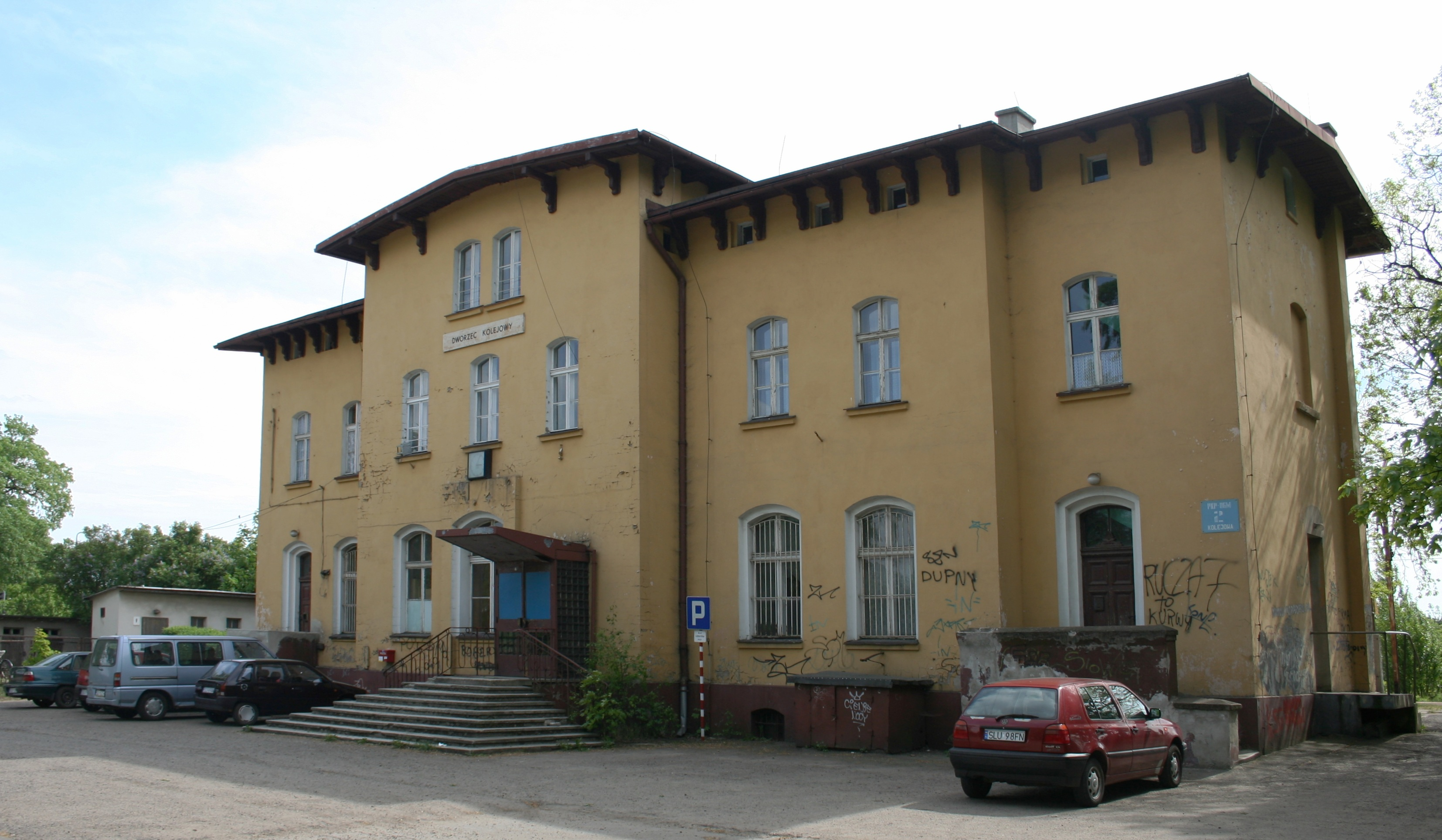
Budynek stacji kolejowej w Koszęcinie

Koszęcin leży na istniejącym od końca XIX w. szlaku kolejowym z Katowic do Lublińca, Poznania i Wrocławia oraz na skrzyżowaniu dróg wojewódzkich:
- DW906 Zawiercie – Lubliniec
- DW907 Częstochowa – Toszek

W południowej części wsi znajduje się stacja kolejowa przy linii kolejowej nr 143.

## Święto „Śląska”

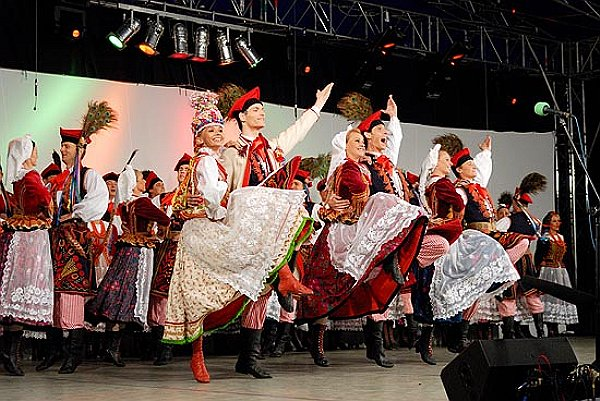
Występ Zespołu „Śląsk” w 2007 roku

Corocznie na przełomie czerwca i lipca z okazji urodzin Zespołu Pieśni i Tańca „Śląsk” na terenie parku przy koszęcińskim zamku jest organizowana impreza kulturalna pod nazwą Święto „Śląska”. Ma ona charakter pikniku artystycznego. Imprezie towarzyszą m.in. pokazy walk rycerskich czy też pokazy dawnych technik wytopu żelaza na ziemiach w pobliżu Koszęcina.
Podczas Święta „Śląska” prezentują się zespoły taneczne z różnych krajów Europy, jego atrakcją są również występy zespołów popowych i rockowych. Dyrekcja zespołu „Śląsk” wręcza w trakcie imprezy nagrodę Animus Silesiae artystom dbającym szczególnie o śląskie dziedzictwo kulturowe.
W roku 2011 impreza odbyła się w dniach 1–3 lipca. Oprócz Koncertu Galowego Zespołu Pieśni i Tańca „Śląsk” wystąpili m.in.: Piotr Kupicha ze swoją drużyną z programu „Bitwa na Głosy”, Zakopower, Grzegorz Halama, Zespół PIN, Marcin Wyrostek

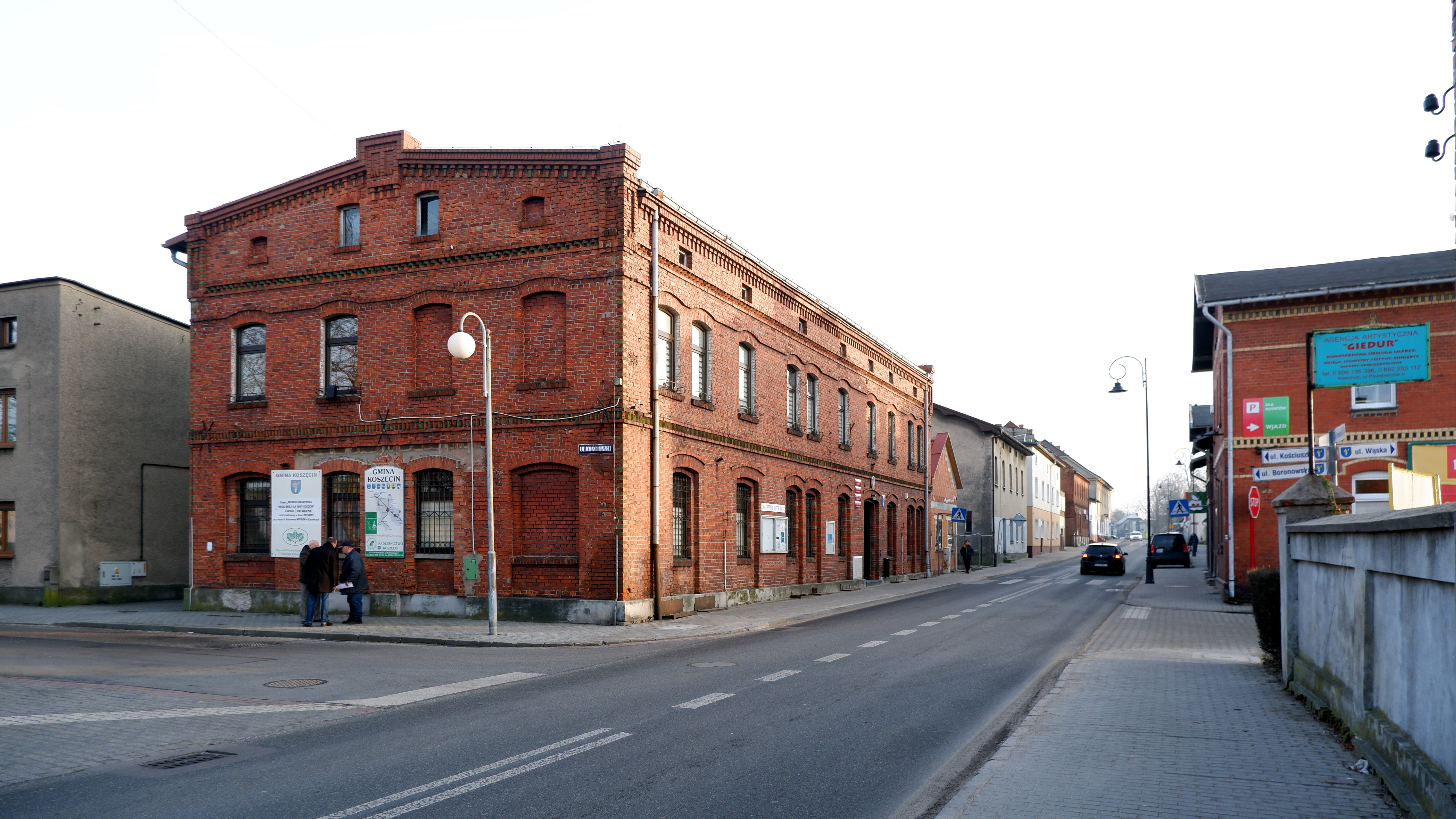
Urząd gminy przy koszęcińskim rynku

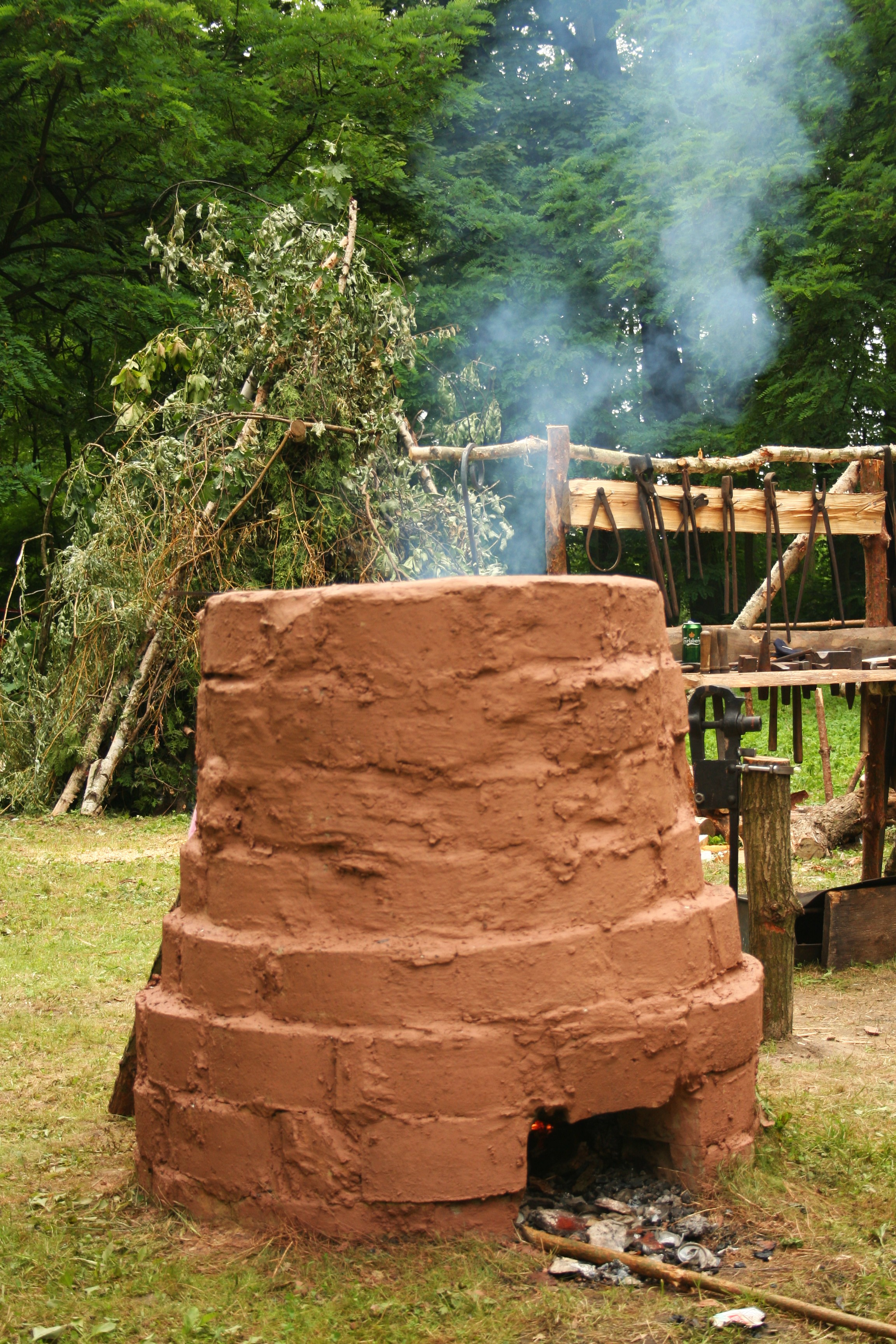
Pokaz dawnych technik hutniczych – fragment wystawy hutniczej
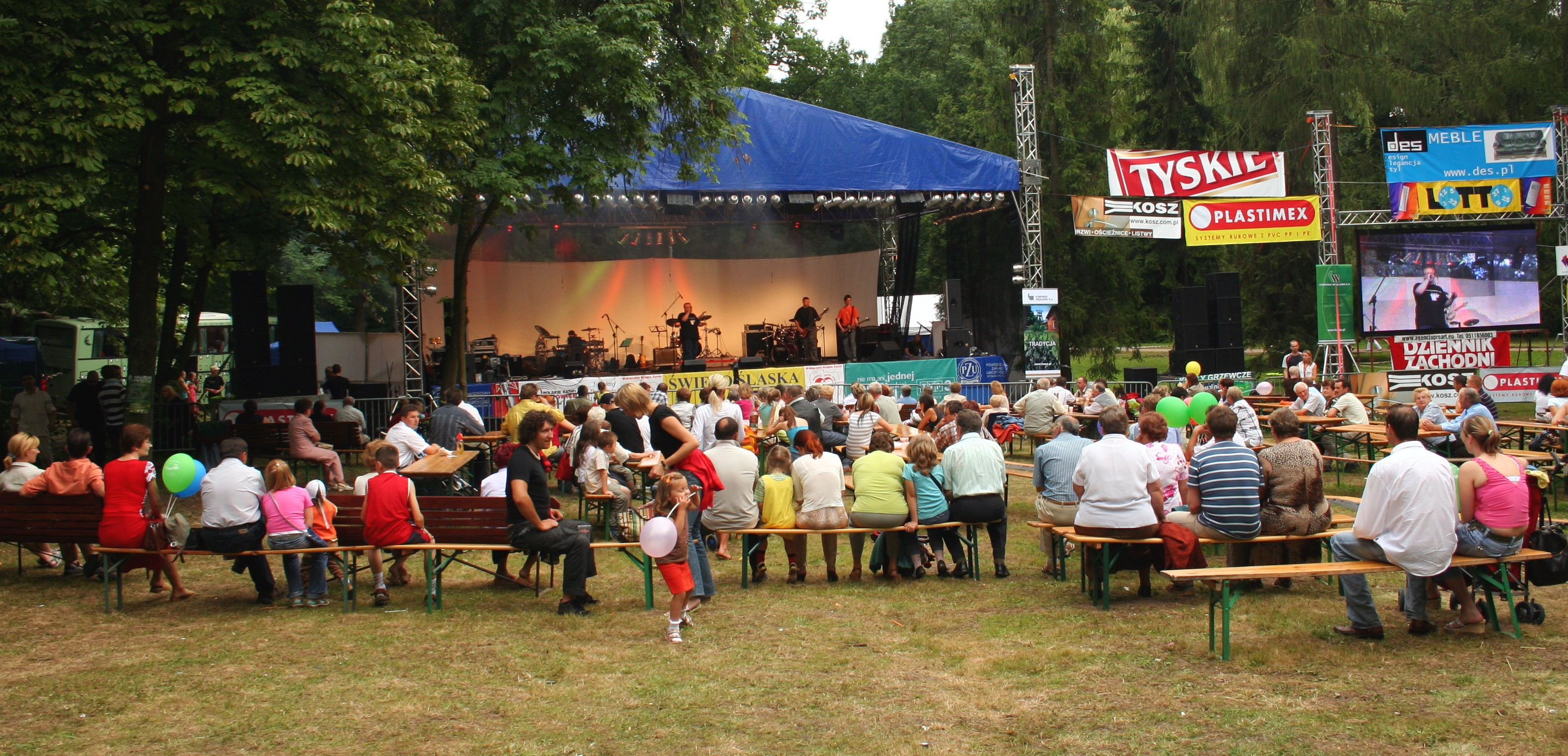
Scena i publiczność podczas Święta „Śląska”

## Miasta partnerskie
- Gura Humorului, Rumunia – umowa partnerska pomiędzy gminą Koszęcin a miastem Gura Humorului w okręgu Suceava (Rumunia) została podpisana 7 grudnia 2007 r. Umowę podpisali sekretarza miasta Gura Humorului Mihai Hunera i wójt Koszęcina Grzegorz Ziaja. Umowa ta, jest potwierdzeniem starań o pogłębieniu przyjacielskich stosunków między społecznościami lokalnymi, podmiotami gospodarczymi i organizacjami pozarządowymi obydwu gmin na wielu płaszczyznach. Gura Humorului to miejscowość, która znajduje się w południowej Bukowinie, przy ujściu rzeki Humor w Rumunii. Miejscowość liczy ok. 16 000 mieszkańców z czego 0,44% to Polacy.

- Kraubath an der Mur, Austria[16] – 16 lipca 2010 roku gmina Koszęcin podpisała umowę o międzygminnej współpracy partnerskiej pomiędzy gminą Koszęcin a gminą Kraubath an den Mur w Okręgu Styria Austria. Celem tej umowy jest rozwijanie współpracy, określonej w formie przedsięwzięć, wspierających i umacniających pomyślny rozwój: gospodarczy, kulturalny i wychowawczo-edukacyjny obydwu stron. Strony będą organizować spotkanie delegacji samorządów, przedstawicieli kierownictwa, współpracowników i specjalistów w uzgodnionych dziedzinach i pomagać sobie w rozwoju kontaktów między osobami prawnymi i fizycznymi.